# سلستین بوگل
سلستین بوگل (انگلیسی: Célestin Bouglé؛ ۱ ژوئن ۱۸۷۰ – ۲۵ ژانویه ۱۹۴۰) فیلسوف و جامعه‌شناس فرانسوی بود که به‌دلیل نقشش به‌عنوان یکی از همکاران امیل دورکیم و عضوی از مجله علمی L'Année Sociologique شناخته می‌شود.